# Beremend
Beremend je obec v Maďarsku v župě Baranya v okrese Siklós. Jde o nejjižnější bod v zemi.

## Historie
V 17. a 18. století byla obec osídlena Němci, Srby a Maďary. Většina německých osadníků byla vyhnána po konci 2. světové války na základě Postupimské dohody.